# Kanton Gap-Campagne
Gap-Campagne is een voormalig kanton van het Franse departement Hautes-Alpes. Het kanton maakte deel uit van het arrondissement Gap. Op 22 maart 2015 werden de zes kantons van Gap opgeheven en werd de stad verdeeld over vier nieuwe kantons.

## Gemeenten
Het kanton Gap-Campagne omvatte de volgende gemeenten:
- La Freissinouse
- Gap (deels, hoofdplaats)
- Manteyer
- Pelleautier
- Rabou
- La Roche-des-Arnauds